# Irena Horečná
Irena Horečná (3. března 1935 – 3. července 2006) byla slovenská a československá politička Komunistické strany Slovenska a poslankyně Sněmovny národů Federálního shromáždění za normalizace.

## Biografie
K roku 1976 se profesně uvádí jako dělnice. Ve volbách roku 1976 zasedla do slovenské části Sněmovny národů (volební obvod č. 128 - Bytča, Středoslovenský kraj). Mandát získala i ve volbách roku 1981 (obvod Bytča) a volbách roku 1986 (obvod Bytča). Ve Federálním shromáždění setrvala do konce funkčního období, tedy do svobodných voleb roku 1990. Netýkal se jí proces kooptací do Federálního shromáždění po sametové revoluci.